# Дафф (гора)
Дафф (фр. Mont Duff) — высочайшая горная вершина на острове Мангарева из группы островов Гамбье, Французская Полинезия. Располагается на юго-востоке острова. Высота составляет 441 метр.
Гора Дафф является потухшим вулканом. Возраст пород составляет 5,6-5,7 млн лет.

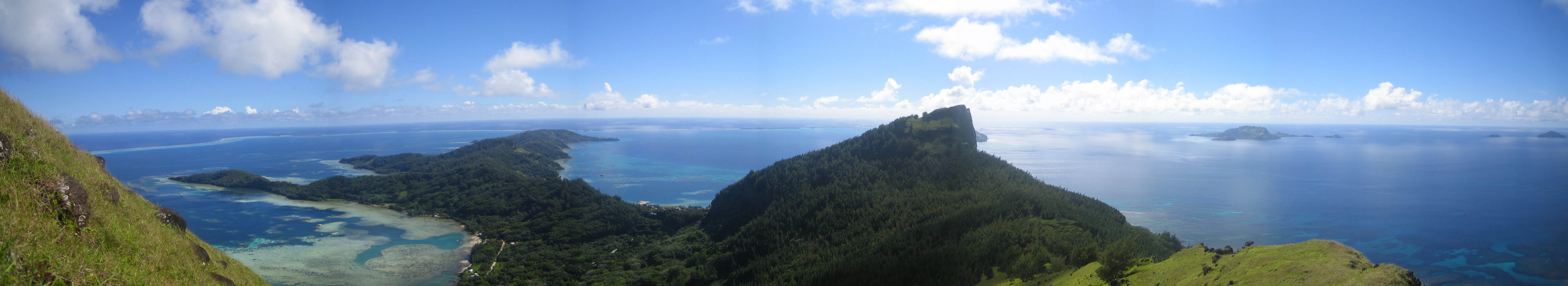
Вид на гору Дафф с горы Мокото.

## Этимология
Название вершины было дано в честь миссионера Schiff Duff из Лондонского миссионерского общества.
На мангареванском языке гору называют Auorotini.